# Cardamine bellidifolia
Cardamine bellidifolia — вид трав'янистих рослин родини капустяні (Brassicaceae). Етимологія: лат. bellidifolia — листя як у рослин роду Bellis.

## Опис
Багаторічник. Кореневища відсутні. Стебла прямостоячі висхідні, гіллясті (дещо), 0.1–0.8(1.4) дм, голі. Прикореневе листя просте, (0.6)1.2–5(7) см; черешок 1–3.5(5.5) см. Листові пластини від яйцюватих до довгастих, (0.4)0.8–1.7(2,5) см × (2)5–10(16) мм. Стеблові листки 0 або 1 (або 2), прості, коротко черешкові; пластина схожа на базальні листки, значно менші. Квіти: чашолистки довгасті, 2–3(4) × 0.8–1.5(2) мм, пелюстки білі, оберненоланцетні, 4–5.5(7) × 1.3–2(2.5) мм. Плоди лінійні, (0.8)1.3–2.8(3.7) см × 1.3–2 мм. Насіння коричневе, довгасте, 1.5–2 × 0.9–1.2 мм. 2n = 16.

## Поширення
Азія: Росія; Європа: Ісландія, Норвегія (у тому числі Шпіцберген), Швеція, Сполучене Королівство; Північна Америка: Гренландія, Канада, США. Населяє моховиті області, тундру, болота у верхів'ях потоків, скелі, осипи схилів, безплідні кременисті схили, вологі ущелини скель, кам'янисті схили, гірські потоки, піщані пляжі, вологі русла річок.

## Галерея

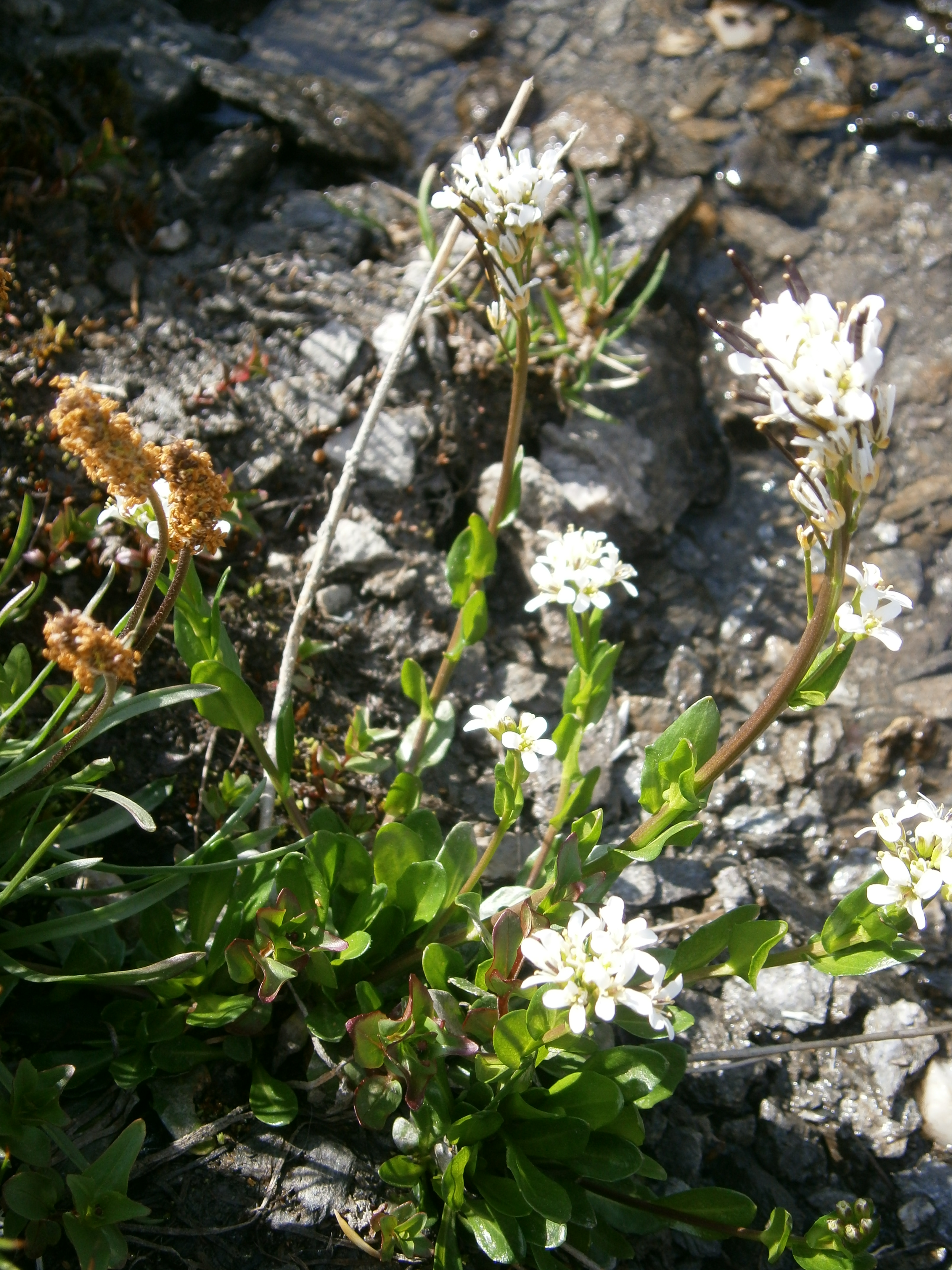
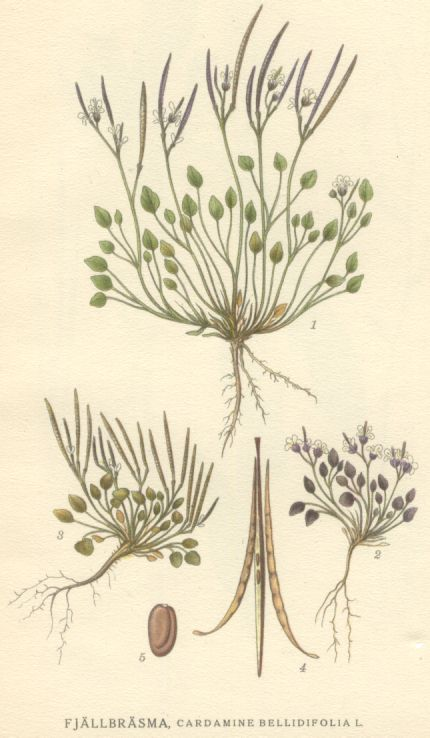